# Aelle de Northumbria
Aella (o Ælle) (muerto el 21 de marzo de 867) fue rey de Northumbria a mediados del siglo IX. Las fuentes sobre la historia de Northumbria en este período son limitadas. Hay pocos datos sobre Aelle y la datación de su reinado es problemática. Es un personaje importante en Ragnarssona þáttr (El relato de los hijos de Ragnar).

## Crónicas
Aelle se convirtió en rey después de que Osberth fuera depuesto. Esto se data tradicionalmente en el 862 o 863, pero puede haber sido tan tarde como 866. Casi nada se sabe del reinado de Aella. Simeón de Durham afirma que Aelle se había apoderado de las tierras en Billingham, Ileclif, Wigeclif y Crece, que pertenecían a la iglesia Mientras que Aelle es descrito en la mayoría de las fuentes como un tirano, y no un rey legítimo, una fuente afirma que era hermano de Osberht. El Gran ejército pagano marchó sobre Northumbria a finales del verano de 866, apoderándose de York el 21 de noviembre del 866. Simeón de Durham, la Crónica anglosajona, Asser, y Æthelweard cuentan sustancialmente la misma versión de los hechos pero varían los detalles. En la Historia Regum de Simeón se relata una batalla del 21 de marzo 867, donde Osberht y Aelle encontraron la muerte a manos de los vikingos.

En aquellos días, la nación de Northumbria había expulsado violentamente del reino al rey legítimo de su nación, Osberht por su nombre, y se había colocado a la cabeza del reino cierto tirano llamado Aelle. Cuando los paganos vinieron sobre el reino, el disenso se disipó por consejo divino y la ayuda de los nobles. El Rey Osberht y Aelle, después de haber unido sus fuerzas formaron un ejército y llegaron a la ciudad de York; una mayoría de marineros (vikingos) dieron la impresión de huir de los northumbrianos que se acercaban. Los cristianos, percibiendo su huida y el terror, atacaron, pero encontraron que los vikingos eran la parte más fuerte. Ambos bandos lucharon con gran ferocidad y ambos reyes cayeron. El resto que escapó hicieron paz con los daneses.
Simeón de Durham.

Después de esto, los vikingos nombraron a Ecgberht para que gobernara Northumbria.

## Sagas
Ragnarssona þáttr (La crónica de los hijos de Ragnar) añade una gran cantidad de relatos interesantes de la conquista vikinga de York. Asociado al semi-legendario rey de Suecia Ragnar Lodbrok y sus hijos, Hvitsärk, Björn Brazo de hierro, Sigurd Serpiente en el ojo, Ivar el Deshuesado, y Ubba. Según los relatos, Ragnar fue asesinado por Aelle, y el ejército que tomó York en el 866 fue dirigido por los hijos de Ragnar que vengaron su muerte sometiendo a Aelle al águila de sangre. Fuentes inglesas tempranas afirmaron que murieron tanto Aelle como Osberht en batalla, y las Crónicas anglosajonas afirman que «ambos reyes fueron asesinados en el acto».
La figura principal en los cuentos de venganza es Ivar, que a veces se asocia con el líder vikingo Ímar, hermano de Amlaíb Conung, que se encuentra en los anales irlandeses. Dorothy Whitelock señala que «no es en absoluto seguro que deba ser identificado con el hijo de Ragnar, el nombre no es poco común». La Crónica anglosajona no nombra a los líderes en Northumbria, pero sí declara unos años después que «Hingwar y Hubba» y el rey Edmundo del Anglia Oriental (San Edmundo) participaron. Hubba es nombrado como líder del ejército en Northumbria por Abbo de Fleury, y por la Historia de Sancto Cuthberto. Simeón de Durham enumera a los líderes del ejército vikingo como «Halfdene, Inguar, Hubba, Beicsecg, Guthrun, Oscytell, Amund, Sidroc, otro duque del mismo nombre, Osbern, Frana, y Harold».

## En el cine
Aelle fue interpretado por Frank Thring en la película Los vikingos (1958), y por Ivan Kaye en la serie dramática del History Channel Vikingos (2013).